# Alexander Foote
Pour les articles homonymes, voir Foote.
Allan Alexander Foote (né le 13 avril 1905 et décédé le 1er août 1957) est un militant du PC britannique devenu agent des services de renseignement de l'Armée Rouge. Après une première mission auprès des brigades internationales, il est chargé durant la Seconde Guerre mondiale du rôle d'opérateur radio dans le réseau d'espionnage mis en place en Suisse. Il y transmettra des informations cruciales pour le succès de l'Armée Rouge. Selon certaines sources, il aurait été un agent infiltré des services secrets britanniques.

## Biographie
A. Foote est né dans le Yorkshire en Angleterre ; il est en Espagne comme membre des brigades internationales communistes  pendant la guerre civile dans les années 1930.
Il travaille peu après pour l'orchestre rouge mis en place par Leopold Trepper où il devient opérateur radio.
Il est recruté à la demande du Centre (nom familier des services secrets de l'Armée Rouge) par l'agent soviétique Ursula Kuczynski  (dite "Ruth Werner", nom de code "Sonia") qui officie en Suisse et qui lui confie un des émetteurs  secrets qu'ils y ont installés. Il est intégré un peu plus tard dans le nouveau réseau monté par le service secret de l'Armée rouge et dirigé par Alexandre Radó. Il transmet certaines informations critiques, notamment la date de l'invasion soviétique et surtout les plans secrets de Hitler en vue de l'opération Citadelle (attaque sur Koursk), fournis par la source Lucy (Rudolf Roessler) , qui permettra de gagner cette bataille essentielle. Foote est arrêté lorsque la police suisse démantèle le réseau Radó et sera libéré peu après la fin de la guerre.
Après la destruction du réseau et son évasion de la Suisse, Rado et  Foote se retrouvent à Paris et reçoivent  l'ordre de retourner à Moscou immédiatement. Ils partent à bord d'un avion militaire russe le 6 janvier 1945 (l'avion même qui avait ramené Maurice Thorez de Moscou à Paris), prenant un itinéraire indirect (à cause de la guerre en cours) via l'Égypte. Leur avion se ravitaille au Caire, où Radó, craignant les purges de Staline à l'encontre des Juifs, tente de faire défection, mais en vain. Il sera interné jusqu'à la mort de Staline. À son retour à Moscou, Foote a été lui-même soumis à un interrogatoire intensif afin de tenter de déterminer sa loyauté et la possibilité qu'il soit un agent de pénétration. Après avoir passé l'interrogatoire avec succès, on lui donne une nouvelle identité sous le pseudonyme de Major Granatov. Se faisant passer pour l'Allemand Albert Müller, il infiltre le Berlin d'après-guerre avant d'être envoyé en Argentine pour pénétrer les cercles de fugitifs nazis.
Selon diverses sources, Foote aurait été un membre du MI6 (SIS) à l'insu de Radó. En mars 1947, un agent double soviétique révèle que Foote travaille effectivement pour les Britanniques. Foote, alors à Berlin-est, réussit à échapper aux Soviétiques, et se réfugie  dans le secteur britannique.
De retour à l'Ouest, il s'installe en Angleterre et publie son livre A Handbook for Spies. Le livre est sujet à caution. Il contient de nombreuses erreurs. On y lit par exemple qu'Alexandre Radó a été fusillé à son retour en URSS, ce qui est faux. Le récit de son existence personnelle n'est pas non plus limpide. Foote a en effet réussi à repasser à l'Ouest plutôt facilement, donnant ainsi naissance à une théorie selon laquelle il aurait été un agent double renvoyé à l'Ouest pour fournir des renseignements à Moscou.
Il est décédé le 1er août 1957.